# Aplao
Aplao este un oraș din partea sudică a statului Peru, fiind capitala provinciei Castilla, regiunea Arequipa.
La data recensământului din 2005, orașul număra 4 747 de locuitori.